# 'Aio
'Aio es una isla ubicada en Malaita, en las Islas Salomón; está cerca de la capital de las Islas Salomón, Honiara.